# Anala Mons
Anala Mons est un volcan situé sur la planète Vénus par 11,0° N et 14,1° E, dans la partie centrale d'Eistla Regio, au sud de Sappho Patera, dans une région où se trouvent de nombreux autres volcans. Son diamètre est d'environ 525 km et sa hauteur de 2 250 m.
Son nom provient d'Anala, une déesse hindoue de la fertilité ; son nom est celui d'une déesse car lors de sa découverte elle était considérée comme une corona (son ancien nom étant "Anala Corona").